# Richard Trappl
Richard Trappl (1951, Vídeň) je rakouský sinolog a docent na univerzitě ve Vídni.

## Studium a život
V letech 1974–1975 studoval v Pekingu čínštinu, a získal titul Ph.D. na univerzitě ve Vídni. Od roku 1979 vyučuje na Institutu sinologie (nyní Ústav Dálného východu) starou a novou čínskou literaturu. Je ředitelem Institutu Konfucia na univerzitě ve Vídni a má více než 30 let zkušeností v Číně, kterou zastupuje jako zástupce Číny na univerzitě ve Vídni.

## Zásluhy
V roce 2006 byl oceněn za speciální služby v rakousko-čínských vztazích medaili Arthura Rosthornea. Globální sdružení Rakouská zahraniční služba ho přijalo v roce 2010 do svého poradního orgánu.